# Stasimopus patersonae
Stasimopus patersonae là một loài nhện trong họ Ctenizidae. S. patersonae được miêu tả năm 1913 bởi J. Hewitt.